# Eumorphus bipunctatus mirus
Eumorphus bipunctatus mirus es una subespecie de coleóptero de la familia Endomychidae.

## Distribución geográfica
Habita en Sumatra.